# Giuseppe Angeluni
Giuseppe Angeluni OSBI (* 20. Juli 1738; † 31. März 1816 in Durrës) war griechisch-katholischer Erzbischof der Erzeparchie Durrës im heutigen Albanien.

## Leben
Giuseppe Angeluni wurde am 14. August 1795 zum Erzbischof von Durrës ernannt. Die Bischofsweihe spendete ihm am 23. August 1795 Giovanni Battista Caprara Montecuccoli, Kardinalpriester von Sant’Onofrio; Mitkonsekratoren waren Kurienerzbischof Nicola Buschi und der Erzbischof von Siena Antonio Felice Zondadari. Insgesamt stand Eparch Angeluni der Erzeparchie Durrës zwanzig Jahre lang vor.
Erzbischof Giuseppe Angeluni starb im Jahre 1816 im Alter von 77 Jahren.